# Великоніг вануатський
Великоніг вануатський (Megapodius layardi) — вид куроподібних птахів родини великоногових (Megapodiidae).

## Назва
Вид названо на честь англійського натураліста Едгара Леярда (1824—1900).

## Поширення
Ендемік Вануату. Зафіксований на більшості островів країни. Живе у тропічних і субтропічних лісах.

## Опис
Птах завдовжки до 32 см. Оперення чорного кольору. Лице неоперене, червоного кольору. Дзьоб жовтий. Ноги міцні, жовтого кольору.